# Армязьке сільське поселення
Армя́зьке сільське поселення — муніципальне утворення в складі Камбарського району Удмуртії, Росія. Адміністративний центр — присілок Нижній Армязь.
Населення становить 538 осіб (2019, 639 у 2010, 774 у 2002).

## Склад
До складу поселення входять такі населені пункти:
| Населений пункт         | Населення, осіб (2002) | Населення, осіб (2010) |
| ----------------------- | ---------------------- | ---------------------- |
| Дома 6 км, без статусу  | 0                      | -                      |
| Зелені, присілок        | 0                      | 0                      |
| Нижній Армязь, присілок | 772                    | 636                    |
| Шолья, присілок         | 2                      | 3                      |

В поселенні діють середня школа та садочок (Нижній Армязь), бібліотека, клуб та фельдшерсько-акушерський пункт. Серед підприємств працюють ТОВ «Нива» (має 5 227 га) та ТОВ «Камський молокозавод».